# Scott Wills
Pour les articles homonymes, voir Wills.
Scott Wills est un acteur néo-zélandais, né à Auckland en 1971. Il a été récompensé deux fois aux New Zealand Film Awards.

## Biographie
Scott Wills étudie l'anglais et la communication à l'université Massey de Palmerston North et y découvre le théâtre. Après être sorti diplômé en 1992, il intègre la Toi Whakaari, école nationale d'art dramatique, de Wellington pendant deux ans. Il joue au théâtre le rôle de Renton dans l'adaptation de Trainspotting et fait ses débuts derrière l'écran en 1997 dans le soap opera Shortland Street. En 1997, il remporte le prix du meilleur espoir aux Chapman Tripp Theatre Awards, les principales récompenses néo-zélandaises pour le théâtre, pour son rôle dans la pièce Mojo.
En 2000, il est nommé pour le New Zealand Film Award du meilleur acteur dans un second rôle pour son rôle dans la comédie romantique Hopeless. L'année suivante, il joue l'un des rôles principaux dans la comédie à succès Stickmen et remporte le New Zealand Film Award du meilleur acteur. Il fait ensuite plusieurs apparitions dans des séries télévisées, jouant des rôles de policiers ou de voyous. En 2006, il joue un second rôle dans le film de vampires Perfect Creature puis, en 2008, il interprète le principal rôle masculin dans le drame familial Apron Strings et remporte le New Zealand Film Award du meilleur acteur pour la deuxième fois. Il interprète ensuite le chef de la sécurité d'une secte dans la série télévisée The Cult. Il donne ensuite à nouveau la priorité au théâtre et en 2013, il fait ses débuts comme metteur en scène avec la pièce Bus Stop.

## Filmographie

### Cinéma
- 1997 : The Ugly : une victime de Simon
- 2000 : Hopeless : Phil
- 2001 : Stickmen : Wayne
- 2005 : Boogeyman : le collaborateur
- 2006 : Perfect Creature : inspecteur Jones
- 2008 : Apron Strings : Barry
- 2016 : Une vie entre deux océans : McGowan

### Télévision
- 1997 : Shortland Street (6 épisodes) : Adam McIntyre
- 1999 : Duggan (saison 1, épisode 11) : Kendrick
- 2002 : Street Legal (3 épisodes) : Johnny Watts
- 2004 : Power Rangers : Dino Tonnerre (saison 1, épisode 18) : Termitetron (voix)
- 2005 : Interrogation (13 épisodes) : inspecteur Terry Skinner
- 2008 : Burying Brian (3 épisodes) : Warren
- 2008 : Legend of the Seeker : L'Épée de vérité (saison 1, épisode 7) : Briggs
- 2009 : The Cult (13 épisodes) : Saul
- 2011 : Underbelly: Land of the Long Green Cloud (mini-série, épisodes 1 et 2) : inspecteur Clive Pilborough
- 2013 : Power Rangers : Megaforce (saison 1, épisodes 11 et 16) : Distractor / Rico (voix)
- 2017 : Brokenwood (saison 4, épisode 2) : Jack